# Pamida
Pamida (pəˈmaɪdə) була мережею супермаркетів із більш ніж 175 магазинами в 16 штатах на Середньому Заході та Центрально-Західних штатах Сполучених Штатів Америки. Магазини Pamida, як правило, розташовані в невеликих населених пунктах, населення в яких варіюються від 3 до 8 тис. людей. Ім'я мережі супермаркетів Pamida — це перші дві букви імені трьох синів співзасновника мережі Джима Уізерспуна: Пет, Майк, і Девід.

## Історія

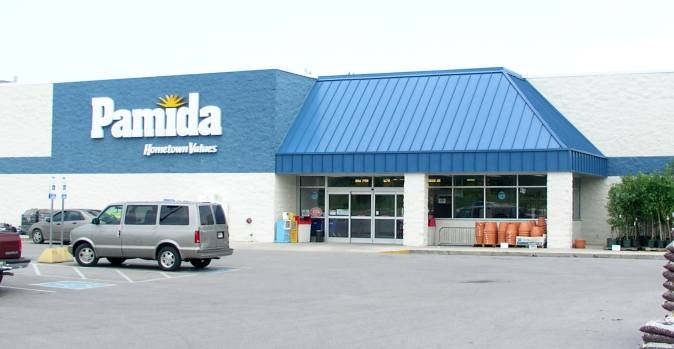
Типовий магазин Pamida в Смітвілл, штат Теннессі.

Pamida стартувала з бізнесу обслуговування товарів, розпочатого в 1948 році Джимом Уізерспуном і Лі Вегенером. Уізерспун і Вегенер відкрили свій перший магазин роздрібної торгівлі в 1963 році під управлінням Gibson Products Company в  Ноксвіллі, штат Айова. Другий магазин незабаром було відкрито в Оскалуза, штат Айова, магазини швидко поширились на всьому Середньому Заході. В кінці 1970-х років, магазини  більше не були пов'язані з Gibson Products і стали називатися «Pamida» після дітей Уїзерспуна: Пета, Майка, і Девіда.
Уізерспун і Вегенер продали Pamida в 1981 році співробітникам, а в 1986 році компанія Citicorp придбала контрольний пакет акцій в компанії. Магазини Fisher's Big Wheel також були придбані в 1994 році. Згідно зі статтею , опублікованою в Milwaukee Business Journal від 4 січня 2012 р. ShopKo Stores, Inc. придбала Pamida і почала керувати компанією як підрозділом у межах компанії. У 2000 році ShopKo Stores, Inc. придбала Place's і перетворила в Pamida Stores. У 2005 році ShopKo Stores, Inc. була придбана філією Sun Capital Partners, Inc., приватною інвестиційною компанією. У 2007 році Pamida була відділена від ShopKo, а потім знову створила своє головне управління в місті Омаха, штат Небраска. 4 січня 2012 року було проголошено, що ShopKo і Pamida будуть об'єднані, але шість магазинів Pamida буде перейменовано в магазини ShopKo Hometown stores. Магазини в Спарті, штат Мічиган, Літчфілд, штат Міннесота, Онтанегон, штат Мічиган, Альбія, штат Айова, Коридон, штат Айова, Маунт-Вернон, штат Міссурі, були закриті замість перетворення в ShopKo Hometown.

## Галерея

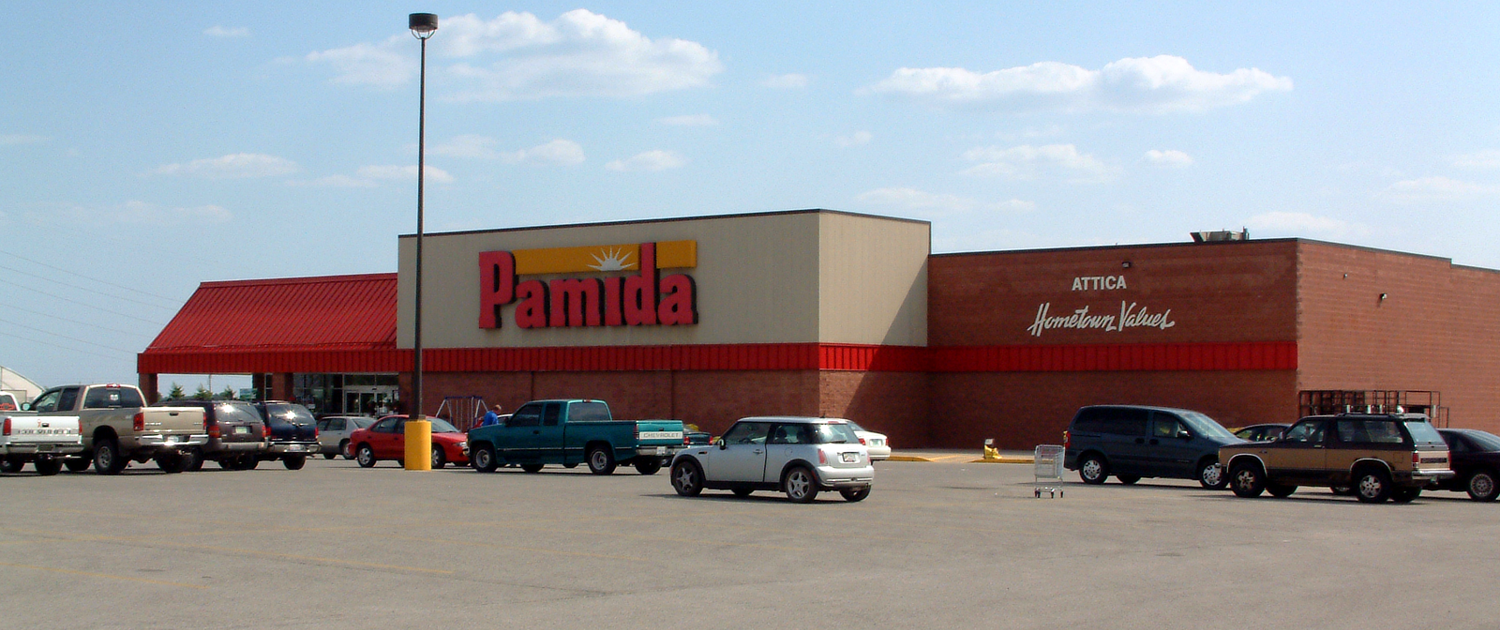
Магазин Pamida в Аттиці, штат Індіана
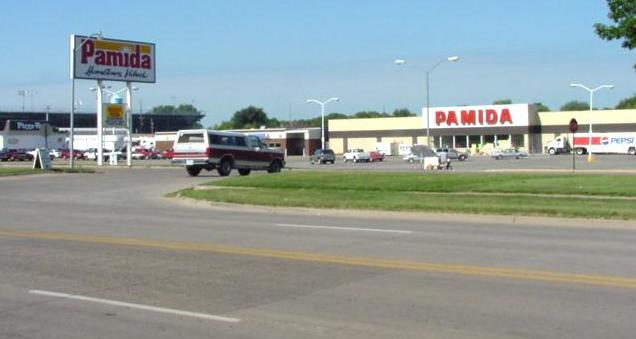
Перший магазин Pamida в Ноксвіллі, штат Айова